# Helmut Gollwitzer

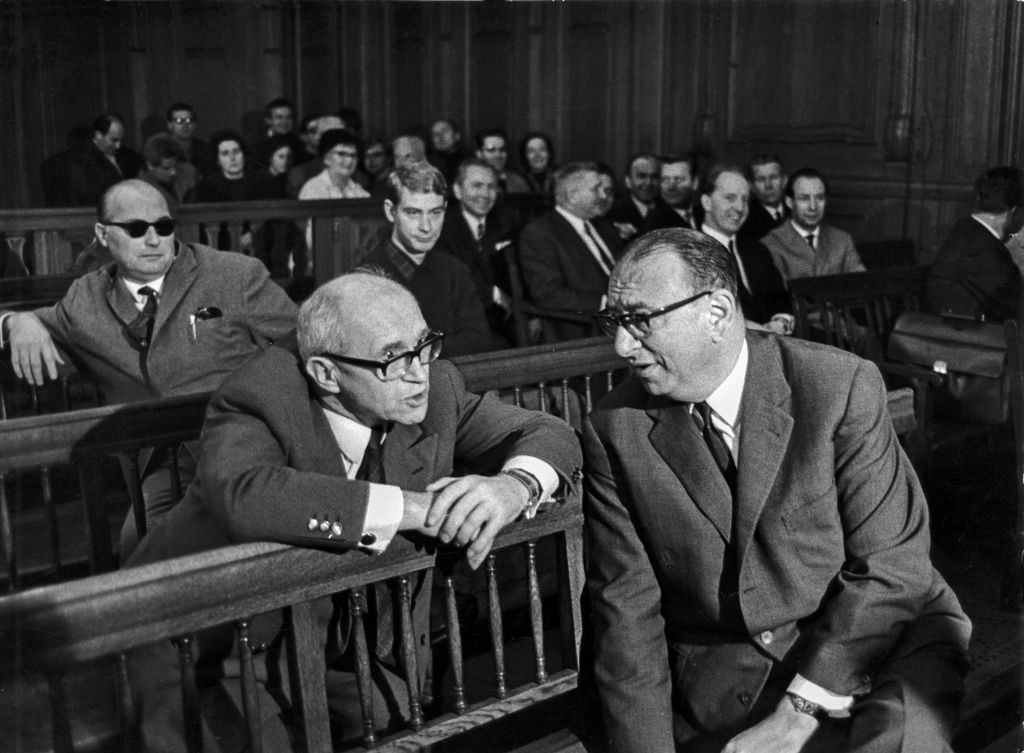
Helmut Gollwitzer & Heinrich Albertz (1967)

Helmut Gollwitzer (ur. 29 grudnia 1908 w Pappenheim w Bawarii, zm. 17 października 1993 w Berlinie) – ewangelicki teolog, pisarz, socjalista, w okresie III Rzeszy członek opozycji antyhitlerowskiej, w latach 50. działacz ruchu przeciwko militaryzacji RFN i rozwoju broni nuklearnej, w latach 60. sympatyk ruchu studenckiego i radykalnej lewicy, w tym późniejszych terrorystów z RAF.

## Życiorys
Pochodził z luterańskiej i narodowo-konserwatywnej rodziny pastora. Brał udział w ruchu młodzieżowym w latach 20. XX wieku. Od 1928 do 1932 studiował filozofię i teologię w Monachium, Erlangen, Jenie i Bonn. Był uczniem Paula Althausa, Friedricha Gogartena i Karla Bartha.
W okresie rządów Hitlera krytykował postawę chrześcijan, którzy opowiedzieli się po stronie nazizmu. Nie zgadzał się z antysemickimi posunięciami władz. Wraz z Karlem Barthem wyjechał do Szwajcarii, gdzie w 1937 obronił doktorat. Zajmował się teologią luterańską, problemem Wieczerzy Pańskiej i relacjami między luteranizmem a kalwinizmem.
W lipcu 1937 wrócił do Rzeszy i objął parafię w Dahlem (Berlin) po aresztowaniu Martina Niemöllera. Ze względu na swoje antypaństwowe nastawienie nie mógł oficjalnie przejąć obowiązków pastora. Poza tym prowadził tajne nauczanie religii, a od 1938 pomagał Żydom. Ponieważ odmówił służby w wojsku z bronią w ręku, został wysłany na front wschodni jako sanitariusz. W 1945 dostał się do niewoli i trafił do sowieckiego obozu pracy. Po uwolnieniu napisał wspomnienia obozowe ...und führen, wohin du nicht willst. Bericht einer Gefangenschaft (wydane w 1951). Jego książka stała się bardzo znanym, przetłumaczonym na wiele języków, świadectwem II wojny światowej.
W 1950 został profesorem teologii w Bonn, jako następca Karla Bartha. Zaangażował się w ruch przeciw militaryzacji Niemiec i broni atomowej. Przygotował broszurę Die Christen und die Atomwaffen. Uważał, iż chrześcijanie mogą jedynie zgadzać się na wojnę sprawiedliwą (w rozumieniu doktryn filozoficznych). Konsekwentnie odrzucał możliwość stosowania broni masowej zagłady.
Od 1957 wykładał na Wolnym Uniwersytecie Berlina w Instytucie Teologii Ewangelickiej. W 1961 miał objąć stanowisko profesorskie w Bazylei, jednak jego kandydaturę odrzucono przez wzgląd na przypisywane mu komunistyczne sympatie. W 1968 zaangażował się w ruch studencki. Zaprzyjaźnił się z Rudim Dutschke i Ulrike Meinhof. Występował przeciwko inwazji w Wietnamie.
Stał się krytykiem stosunków kapitalistycznych. Podkreślał niesprawiedliwość społeczną kapitalizmu i konflikt, w jaki popada chrześcijanin, chcący budować humanistyczne społeczeństwo z odhumanizowanym systemem. Uważał, iż teologia i wiara nie powinny zamykać się w prywatnej sferze człowieka, lecz służyć biednym, opuszczonym i ofiarom nieludzkich porządków we współczesnym społeczeństwie. Wiara w Chrystusa była dla niego źródłem niezgody na panujące stosunki społeczno-polityczno-gospodarcze. Wolność, podarowana przez łaskę Boga, opierała się jego zdaniem nie na utrzymywaniu przywilejów, lecz na służbie i dzieleniu się z ubogimi. Twierdził: Socjaliści mogą być chrześcijanami, ale chrześcijanie muszą być socjalistami. Jednocześnie zdobywał uznanie jako zwolennik dialogu między chrześcijanami a Żydami.
Do jego znanych dzieł należą: Die kapitalistische Revolution z 1974 i Befreieung zur Solidarität z 1978. W 1988 opublikowano zbiorowe wydanie jego dzieł w 10 tomach, a w 2008 zbiór listów z okresu wojny.